# FDP-Bundesparteitag 2016
Koordinaten: 52° 29′ 56,2″ N, 13° 22′ 28,3″ O

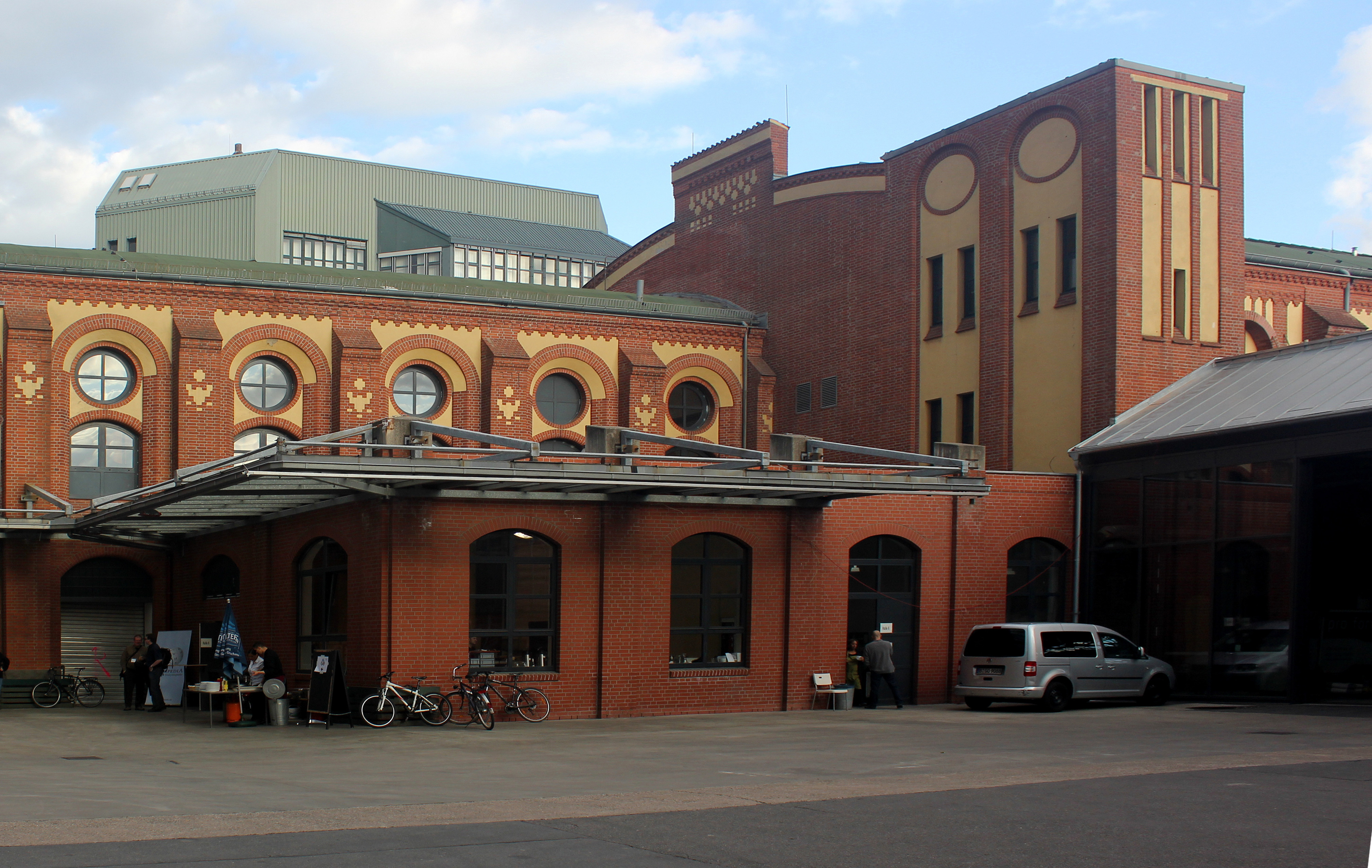
STATION Berlin

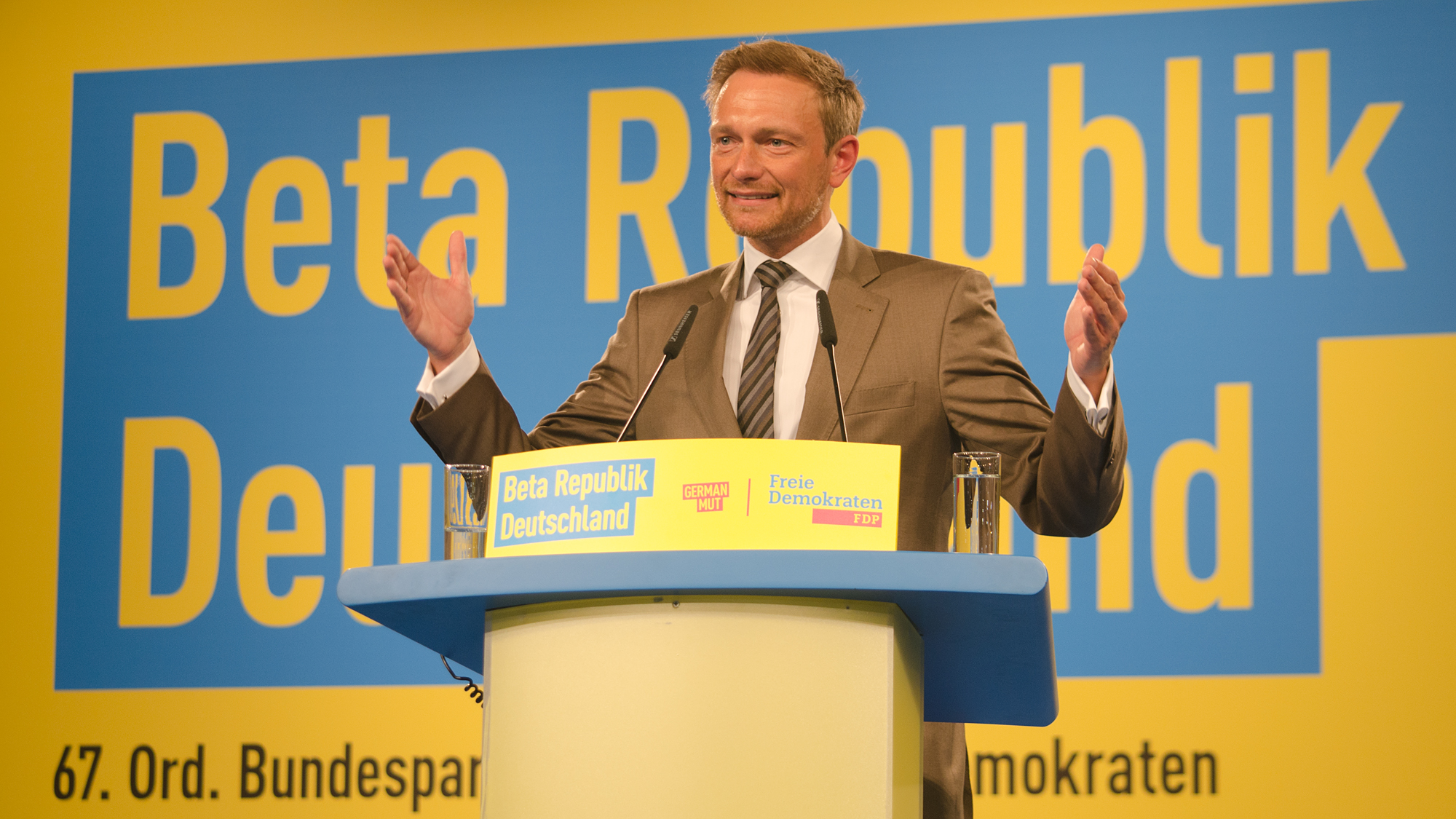
Christian Lindner auf dem Bundesparteitag in Berlin, 2016

Den Bundesparteitag der FDP 2016 hielt die FDP vom 23. bis 24. April 2016 im Messe- und Veranstaltungszentrum STATION (Postbahnhof) in Berlin ab. Es handelte sich um den 67. ordentlichen Bundesparteitag der FDP in der Bundesrepublik Deutschland.

## Verlauf
Der Parteitag stand unter dem Motto: Beta Republik Deutschland, weil er sich mit dem Thema der „digitalen Gesellschaft“ auseinandersetzte.

## Beschlüsse
- Chancen der digitalen Gesellschaft[1]
- Für eine moderne Altersvorsorge[2]
- Majestätsbeleidigung als Straftatbestand abschaffen – Kein Sonderstatus für Staatsoberhäupter![3]

## Wahlen
In den Rat (Council) der ALDE wurden gewählt: Alexander Graf Lambsdorff, Nicola Beer, Lasse Becker, Michael Georg Link, Rudolf Rentschler und Markus Löning.